# 10153 Goldman
10153 Goldman è un asteroide della fascia principale. Scoperto nel 1994, presenta un'orbita caratterizzata da un semiasse maggiore pari a 2,3106855 UA e da un'eccentricità di 0,1971239, inclinata di 9,27221° rispetto all'eclittica.
L'asteroide è dedicato a Stuart Goldman, che dal 1986 ha scritto per la rivista Sky & Telescope e che ha partecipato come volontario alla costruzione dell'osservatorio da cui è stato scoperto l'asteroide.